# Павлов, Илья Игоревич
Илья Игоревич Павлов (род. 27 августа 1991, Москва) — российский хоккеист, нападающий, хват клюшки — левый. Воспитанник московского «Спартака».

## Карьера
Воспитанник хоккейной школы московского «Спартака». С образованием Молодёжной хоккейной лиги, стал выступать за молодёжную команду "Красно-белых". В дебютном сезоне 2009/2010, провёл 61 матч, забросил 6 шайб и отдал 15 результативных передач.
В сезоне 2010/2011, продолжил стабильно выступать в «МХК Спартак», проведя 40 игр на льду и заработав 7 очков — по системе гол+пас (3+4).
Сезон 2011/2012, выдался сложным и неоднозначным. А начиналось всё неплохо: Илья, вместе ещё с несколькими игроками молодёжного состава, был включён в список хоккеистов, которые должны были ехать на сбор с основной командой. Начал привлекаться к тренировкам с основной командой и 11 ноября 2011 года дебютировал в КХЛ, в домашнем матче против астанинского «Барыса». В Чемпионате молодёжной хоккейной лиги сыграл в 26 матчах и заработал 13 очков —  по системе гол+пас (8+5). Заканчивал сезон восстановлением после серии серьёзных травм, которые по сути и не позволили чаще попадать в основной состав Илье.
В сезоне 2012/2013, перебрался в тверской хоккейный клуб «ТХК», в котором отыграл в 14 матчах, в ВХЛ и отметился двумя результативными передачами. Также был заявлен за аффилированый клуб, Первенства молодёжной хоккейной лиги —  «Тверичи», в составе которого также провёл 14 матчей и заработал 11 очков — по системе гол+пас (7+4).
В сезоне 2013/2014 выступал в Российской хоккейной лиге за «ХК Брянск».
В 2014—2016 годах — без клуба, с 2017 года игрок клуба «Славутич».